# 缺须鱊
缺须鱊（学名：Acheilognathus imberbis），是鲤科鱊属一种，分布于中国长江中下游及山东、河北等地，體長可達8公分。。
本种曾被归入副鱊属（Paracheilognathus），故也称彩副鱊。虽然早在1988年就有学者将副鱊属认定为鱊属的同物异名，但仍有文献将其将其归入副鱊属。